# Koho Mori-Newton
Koho Mori-Newton (né en 1951 à Katsuyama) est un artiste contemporain japonais.

## Biographie
Koho Mori-Newton étudie les beaux-arts à l'université Wako de Tokyo de 1972 à 1974. Il poursuit ses études de 1979 à 1985 à l'académie des beaux-arts de Stuttgart auprès de Rudolf Schoofs et K.R.H. Sonderborg.
Koho Mori-Newton vit à Tübingen depuis 1975. Il est marié à la chanteuse Lauren Newton.

## Œuvre
L'œuvre de Koho Mori-Newton s'inscrit dans la tradition de l'art abstrait. Elle comprend des dessins, des peintures, des installations, des objets et des assemblages, des performances, des décors et des œuvres dans le contexte de l'architecture contemporaine.
Il intègre la couleur à partir de 2020.